# Допустимі втрати
Допустимі втрати — (англ. Acceptable Losses) — роман американського письменника Ірвіна Шоу опублікований в 1982 році. Остання велика робота автора.

## Сюжет
Роджер Деймон — літературний агент на вершині своєї справи, але після одного анонімного телефонного дзвінка його життя починає руйнуватися. Той, хто дзвонить (хтось на прізвисько «Заловський»), вимагає зустрічі та погрожує Роджеру відкритими його минулі злочини. 
Щоб ідентифікувати таємничого переслідувача, Роджер переглядає своє життя та шукає підказки в минулих успіхах і невдачах. Купує пістолет, автовідповідач, спілкується з поліцією, хвилює дружину та колег. Він впадає в жахливу депресію, особливо коли кілька старих друзів раптово помирають у моторошній послідовності. Він відвідує могилу батьків, шукає старого друга, який погоджується стати охоронцем Деймона.
«Всього п’ять днів тому він був досить щасливою людиною, мав міцне здоров’я, був задоволений своїм шлюбом, почувався комфортно у своєму домі, мав повагу у своїй професії, безстрашно гуляв вулицями Нью-Йорка. . .Тоді чоловік, якого, наскільки він знав, ніколи не зустрічав, поклав монету в щілину, набрав номер і могили відкрилися. це далеко не правдоподібно. 
Анонімний ворог Деймона нарешті з'являється, похмурий, зі зброєю; Деймон втікає, але потім стає небезпечно хворим на перфоровану виразку, галюцинуючи власну смерть у лікарні, ледве виживаючи (завдяки своїй люблячій дружині); і, нарешті, коли Деймон залишає лікарню, стрілець, ім'я якого так і не названо, вбито - очевидно, символізуючи перемогу Деймона над страхом смерті.

## Цікаві факти
Як і інші твори Ірвіна Шоу цей роман є відображенням власних хвилювань автора.  Більше того, лише в останніх розділах роману — після повільного, статичного опрацювання початкової обстановки — стає зрозуміло, що Шоу більше зацікавлений у створенні притчі про натяки на смертність, ніж у розповіді вірогідної історії. Написаний за декілька років до смерті автора, він є своєрідним підсумком життя та фактом неминучості смерті. 